# Paarl
Paarl je město na jihozápadě Jihoafrické republiky v provincii Západní Kapsko. Po Kapském Městě a Stellenboschu je to třetí nejstarší evropské sídlo v Jihoafrické republice. Má přibližně 190 tisíc obyvatel. Leží zhruba šedesát kilometrů na severovýchod od Kapského Města. Je zde železniční uzel a městem prochází dálnice N1 (Freeway N1 z Kapského Města přes Kraaifontein směrem na Worcester).

## Další informace
Oblast je také známá vinařstvím (vinařská oblast Cape Winelands).
Západně od města se nachází Paarlberg Natuurreservaat (anglicky Paarl Mountain Nature Reserve), což je horská přírodní chráněná oblast.